# 广东茂名健康职业学院
广东茂名健康职业学院，简称茂健职，创办于2015年，是广东省茂名市一所公办全日制普通高等职业院校，亦是目前粤西地区唯一一所医学健康类高职院校，专业培养健康产业技术技能人才。学校前身为国家重点中专学校茂名卫生学校，校园位于茂名市电白区安乐东路，各类在校生总数将近10000人。

## 历史沿革
1960年，茂名市业余医科专修学校建立，后几经易址更名，先后更名为茂名市卫生学校、茂名市中医学校、茂名市卫生进修学校，1987年7月更名为茂名卫生学校。
2004年，高州卫生学校并入茂名卫生学校。
2005年，学校晋升为国家级重点中等职业学校。
2013年，茂名市政府常务会议决定扩办茂名卫生学校，把学校整体搬迁至电白区。
2015年3月31日，在茂名卫生学校的基础上创办的广东茂名健康职业学院经广东省人民政府批准同意设立，同年6月通过教育部备案。2015年9月25日，学院举行首届新生开学典礼暨学院揭牌仪式，标志着广东茂名健康职业学院正式诞生。

## 院系设置
- 临床医学系
- 护理系
- 药学系
- 医学技术系
- 健康管理与促进系
- 中职部（茂名卫生学校）